# Comuna de Łapanów
Łapanów (polaco: Gmina Łapanów) é uma gminy (comuna) na Polónia, na voivodia de Pequena Polónia e no condado de Bocheński. A sede do condado é a cidade de Łapanów.
De acordo com os censos de 2004, a comuna tem 7443 habitantes, com uma densidade 104,6 hab/km².

## Área
Estende-se por uma área de 71,18 km², incluindo:
- área agricola: 63%
- área florestal: 27%

## Demografia
Dados de 30 de Junho 2004:
|                      | Total   | Total | Mulheres | Mulheres | Homens  | Homens |
| -------------------- | ------- | ----- | -------- | -------- | ------- | ------ |
|                      | pessoas | %     | pessoas  | %        | pessoas | %      |
| População            | 7443    | 100   | 3693     | 49,6     | 3750    | 50,4   |
| Densidade (pop./km²) | 104,6   | 100   | 51,9     | 51,9     | 52,7    | 52,7   |

De acordo com dados de 2002, o rendimento médio per capita ascendia a 1496,64 zł.

## Subdivisões
- Boczów, Brzezowa, Chrostowa, Cichawka, Grabie, Kamyk, Kępanów, Kobylec, Lubomierz, Łapanów, Sobolów, Tarnawa, Ubrzeż, Wieruszyce, Wola Wieruszycka, Wolica, Zbydniów.

## Comunas vizinhas
- Bochnia, Gdów, Jodłownik, Limanowa, Raciechowice, Trzciana